# 指南针

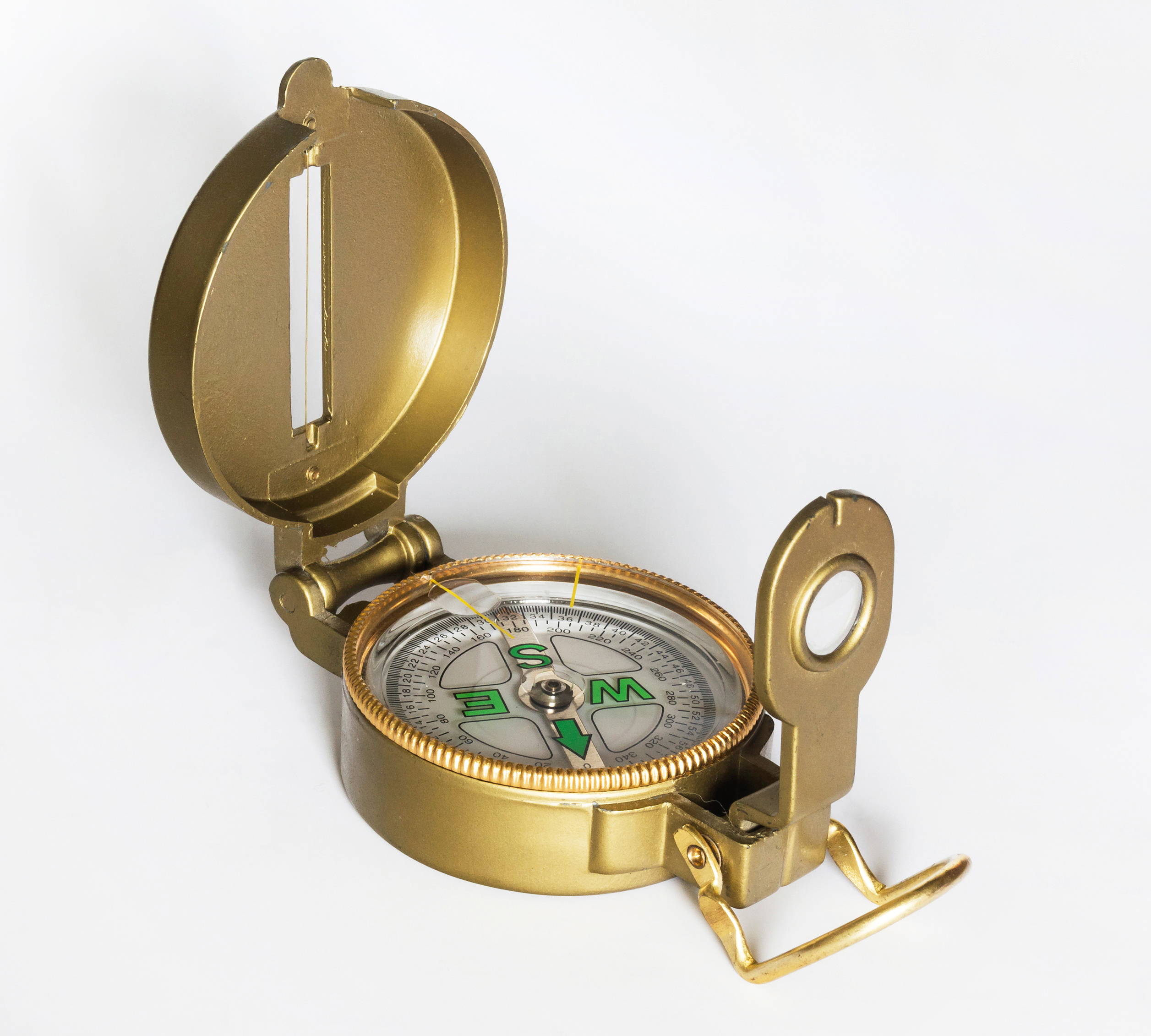
現代的軍用羅盤

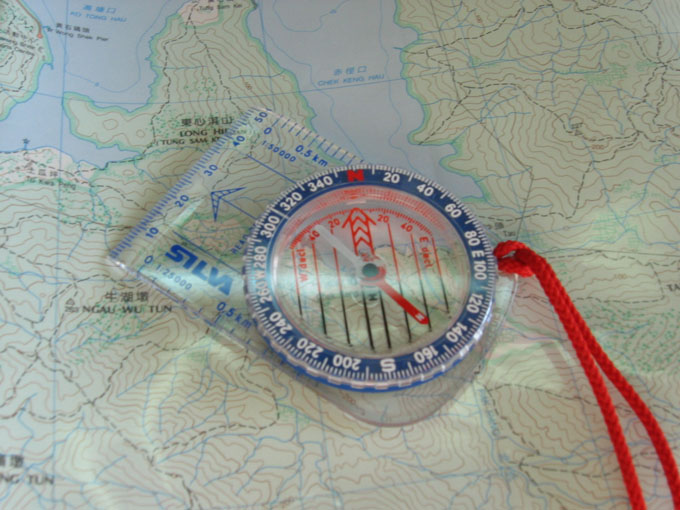
一個平板式指南针，透明膠底板的設計方便於放在地圖之上量度方位，距離和劃線，指向針常在指向北方的一端漆上紅顏色標記。

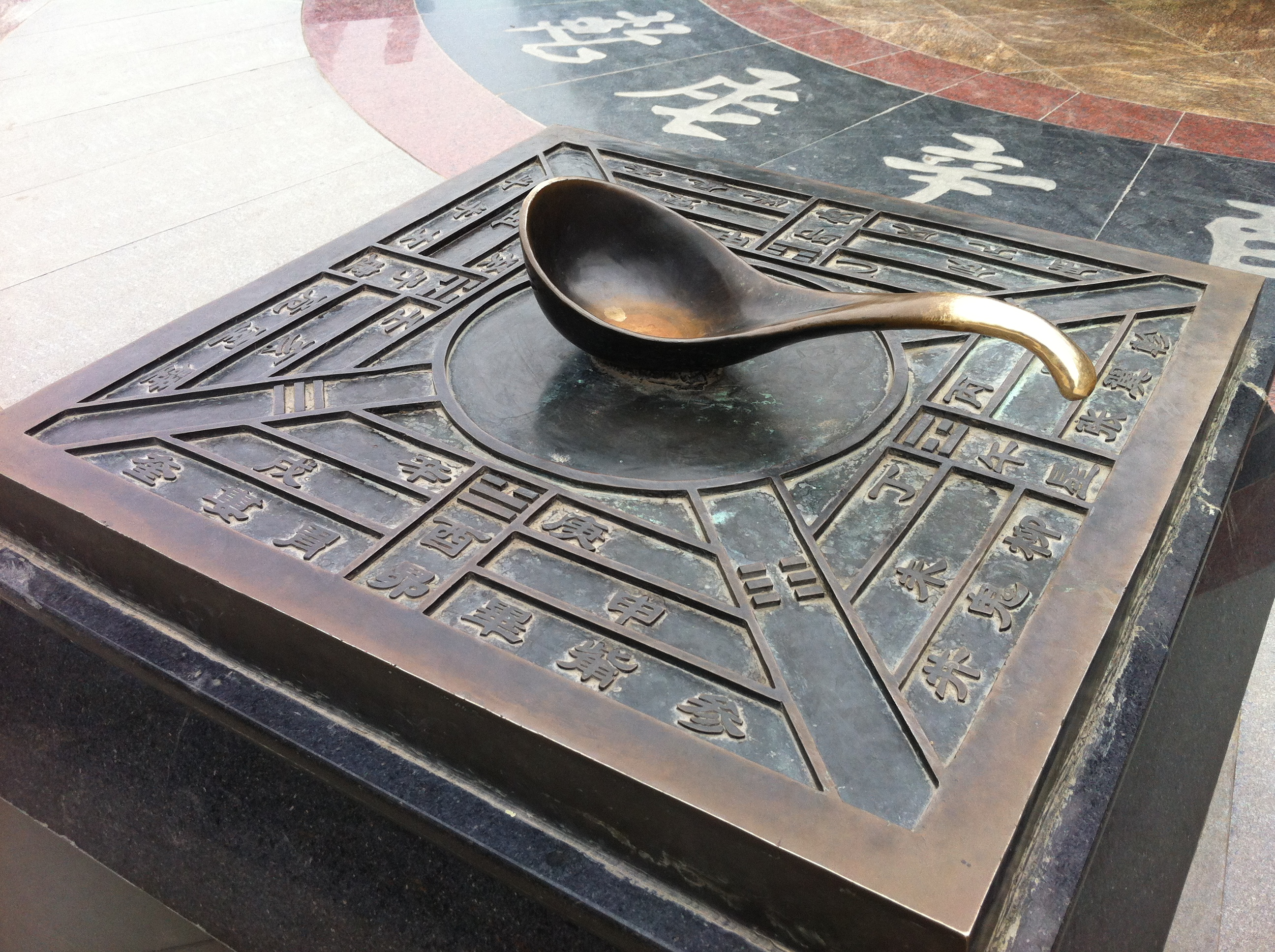
王振鐸所假想的司南模型，因無出土實物佐證，已不再展出

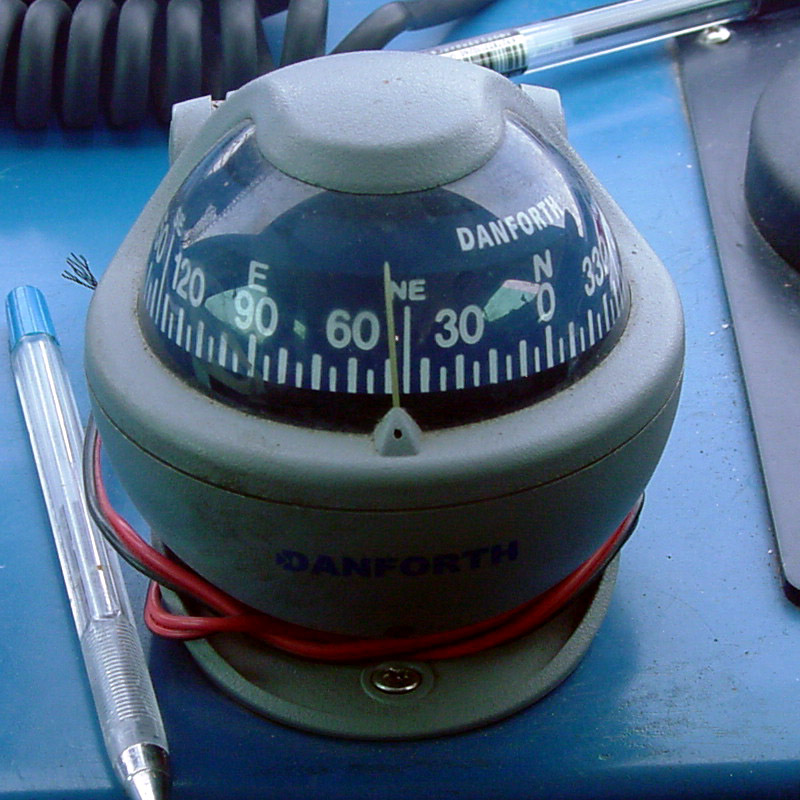
一枚在船隻上的平鑲式指南針

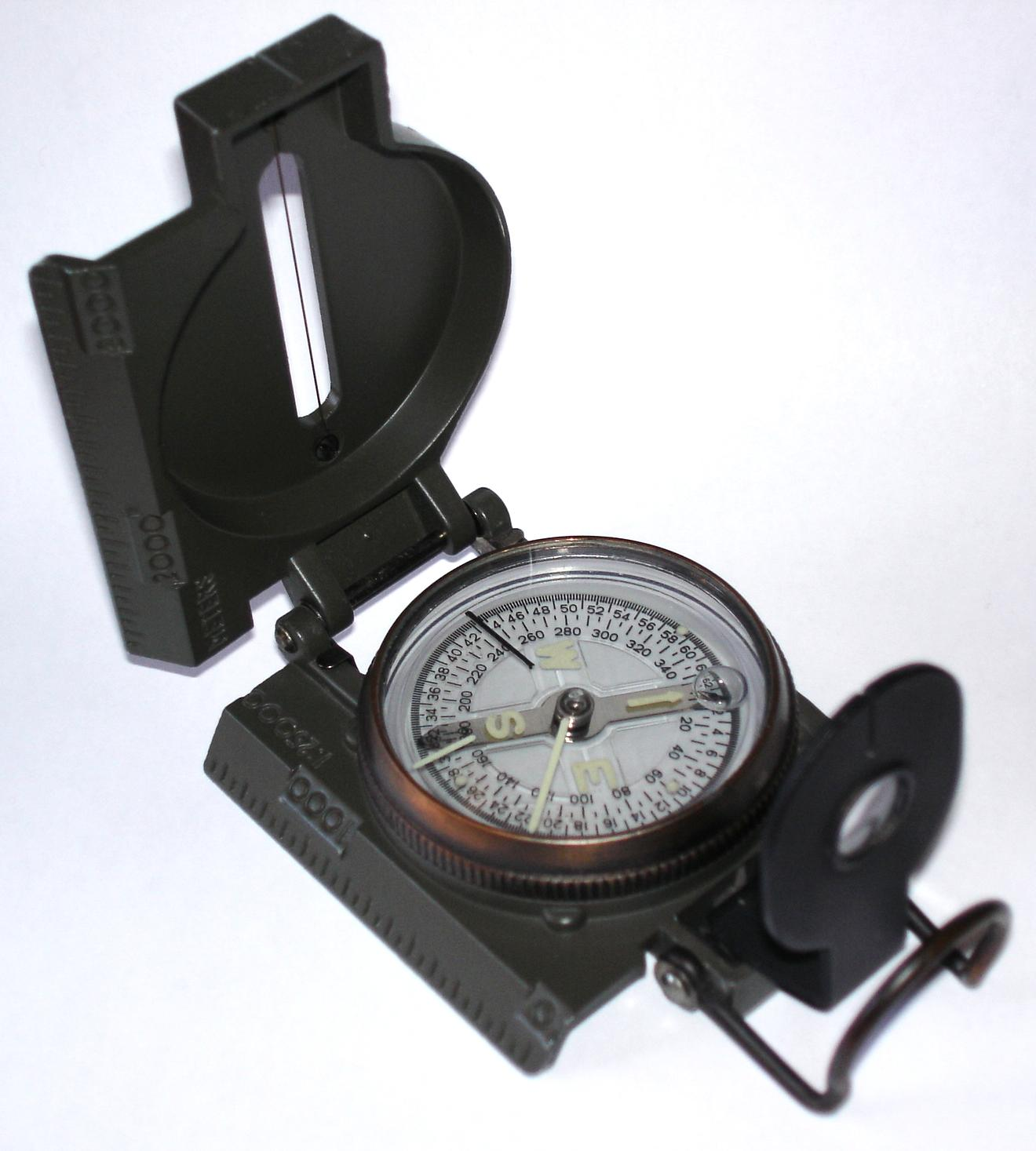
作戰用透鏡式指南針

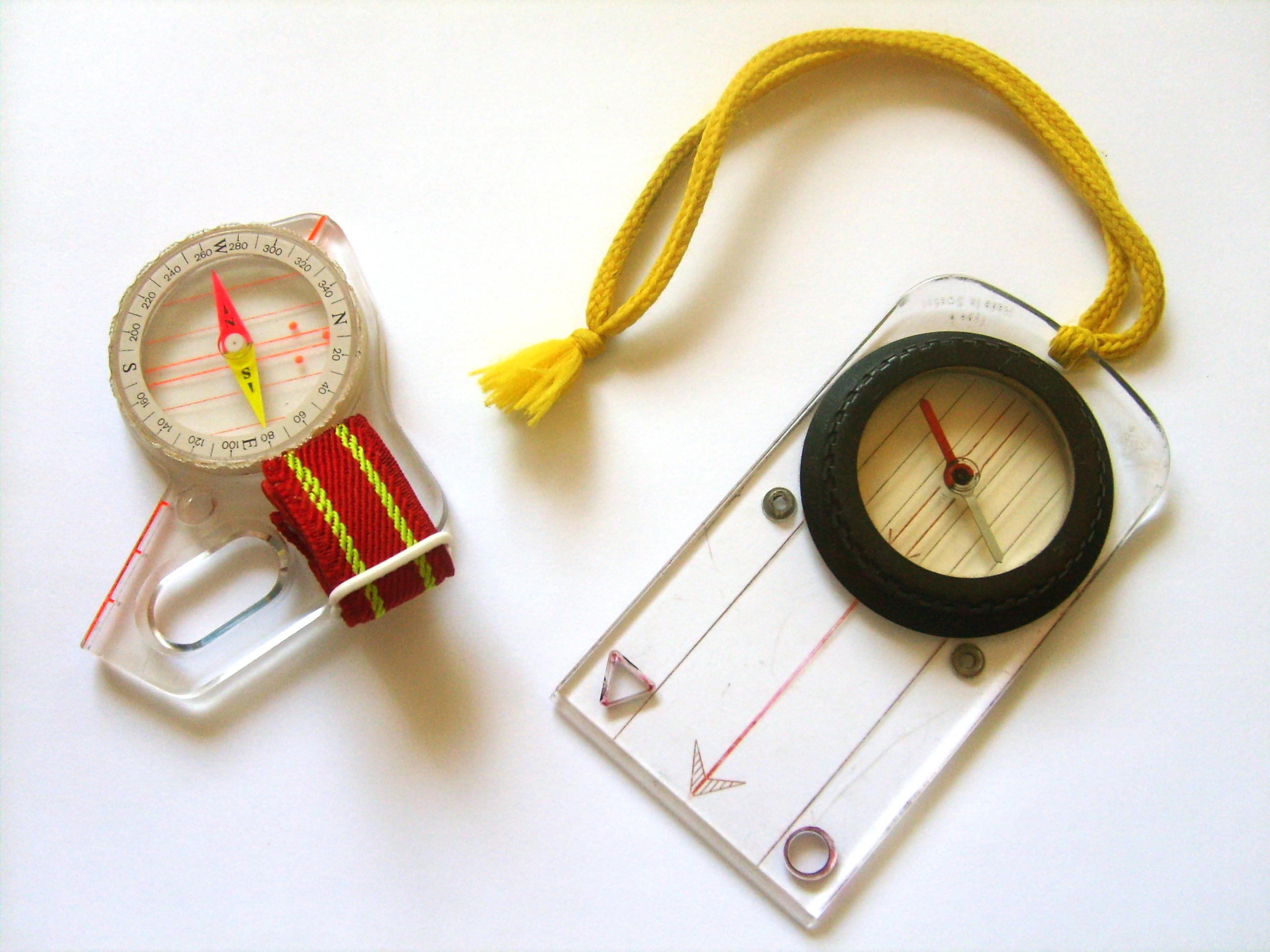
野外定向專用的姆指式指南針（左）

指南针，又稱羅盤、羅經、司南和指北針，是一种用于指示方向的工具，广泛应用于各種方向判讀，譬如航海、野外探险、城市道路、地圖閱讀等领域。
指南針又稱指北針，因為當代指向針常在指向北方的一端漆上顏色標記，以便使用者尋找北方。
越是靠近兩極地區，指南針就越沒辦法發揮功效：在北極點時，地表上的任何方向都可以被視為南方；在南極點時，地表上的任何方向都可以被視為北方。

## 历史

### 天然磁石
已知最早提到磁石磁性特性的文献之一出现在公元前6世纪，由希腊哲学家泰勒斯（Thales of Miletus）提及， 他被古希腊人认为发现了磁石吸引铁和其他磁石的特性。 「磁铁」这个名称可能来源于在小亚细亚的马格尼西亚（Magnesia）发现的磁石。 古印度中的医学著作《善論》(Sushruta Samhita)描述了用磁石的磁性从人体中取出嵌入的箭头。
中国最早提到磁性的文献出现在公元前4世纪的《鬼谷子》中。 公元前2世纪的《吕氏春秋》明确指出「磁石能使铁来，或引之」。

### 人工指南针

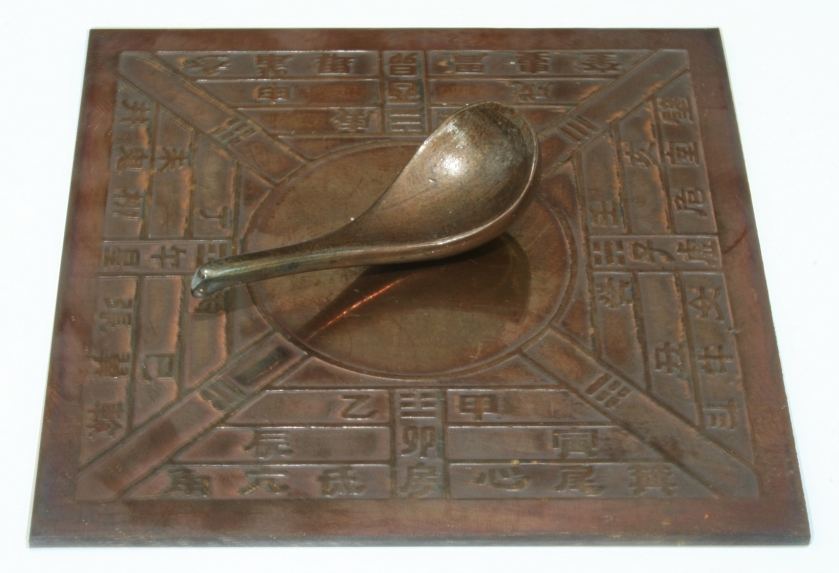
汉代磁石指南模型

一些说法认为古代汉代中国最早的罗盘是用磁石制成的，这是一种天然磁化的铁矿石。 最早提到磁针吸引力的文献是公元20至100年间的《论衡》：“磁石引针”。 在公元前2世纪，中国风水家尝试用磁石制作“指南勺”进行占卜。当指南勺放在光滑的青铜板上时，它总是会旋转到南北轴线。 虽然这被证明是可行的，但考古学家尚未在汉墓中发现由磁铁矿制成的实际指南勺。
湿罗盘在公元4世纪传入南印度。 后来的罗盘由铁针制成，通过用磁石敲击磁化。这种罗盘在宋代，由沈括在《梦溪笔谈》中描述，于1088年在中国出现。 干罗盘大约在1300年开始出现在中世纪欧洲和伊斯兰世界。 到20世纪初，液体填充磁罗盘取代了这些干罗盘。

## 司南
司南一詞最早出現於戰國韓非子有度篇。但「司南」一詞含義、功能與造型，由於缺乏直接實際文物，依不同文獻與考古論證，各方有著「指南說」、「北斗七星說」、「官職說」等主張與争议。

### 指南說
认为“司南”一詞等同指南针的，以東漢王充《論衡·是應篇》「司南之杓，投之於地，其柢指南」為據；並依《论衡》以及唐韦肇《瓢赋》的记载，王振铎認為司南为勺型的天然磁石配合地盘底座。
将司南理解为「磁勺」从古文献考证及实验方面在学术界一直存有异议。雖有河南南阳东汉墓出土「司南勺图」描繪勺形司南，至今尚无實物出土，加上1950年代钱临照试图以天然磁石復原勺形司南，亦未能成功。
其中东北师范大学刘秉正教授於1956年考证出「指南鱼」是中国人最早地进行人工磁化的应用，对「司南是磁性指南工具」提出质疑。2005年中国国家博物馆研究员孙机根据國博藏品《论衡》(宋残本) 认定“司南之杓”的「杓」实为「酌」字。故“其柢指南”實際亦非湯勺而是「斗杓」。

### 北斗七星說
劉秉正近年提出《论衡》及《瓢赋》中的「司南」為北斗七星之意。故延伸出《鬼谷子》為指南车之意、《抱朴子·外篇·疾谬》為行事准则之意、《韓非子》為官职、法律與君王聽政之意、杜甫《咏鸡》為時間之意。
以「司南」借代北斗七星常見於古文中：北魏温子升《定国寺碑》與梁吴均的《酬萧新浦王洗马诗二首》中的“司南”釋義均為「北斗七星」。其他古文中的「司南」更有不同含義：包括元稹《加裴度幽镇两道招抚使制》中的司南意指官职、宋·释正觉《颂古》中的司南代表权力、唐·宋暠《獬廌赋》的司南則為法律之意、而张九龄《祭张燕公文》中的「司南」則象徵德高望重之人。
由於论据远不充分，故「司南」實際多用於借代北斗七星，而非磁性指南工具。

## 指南魚

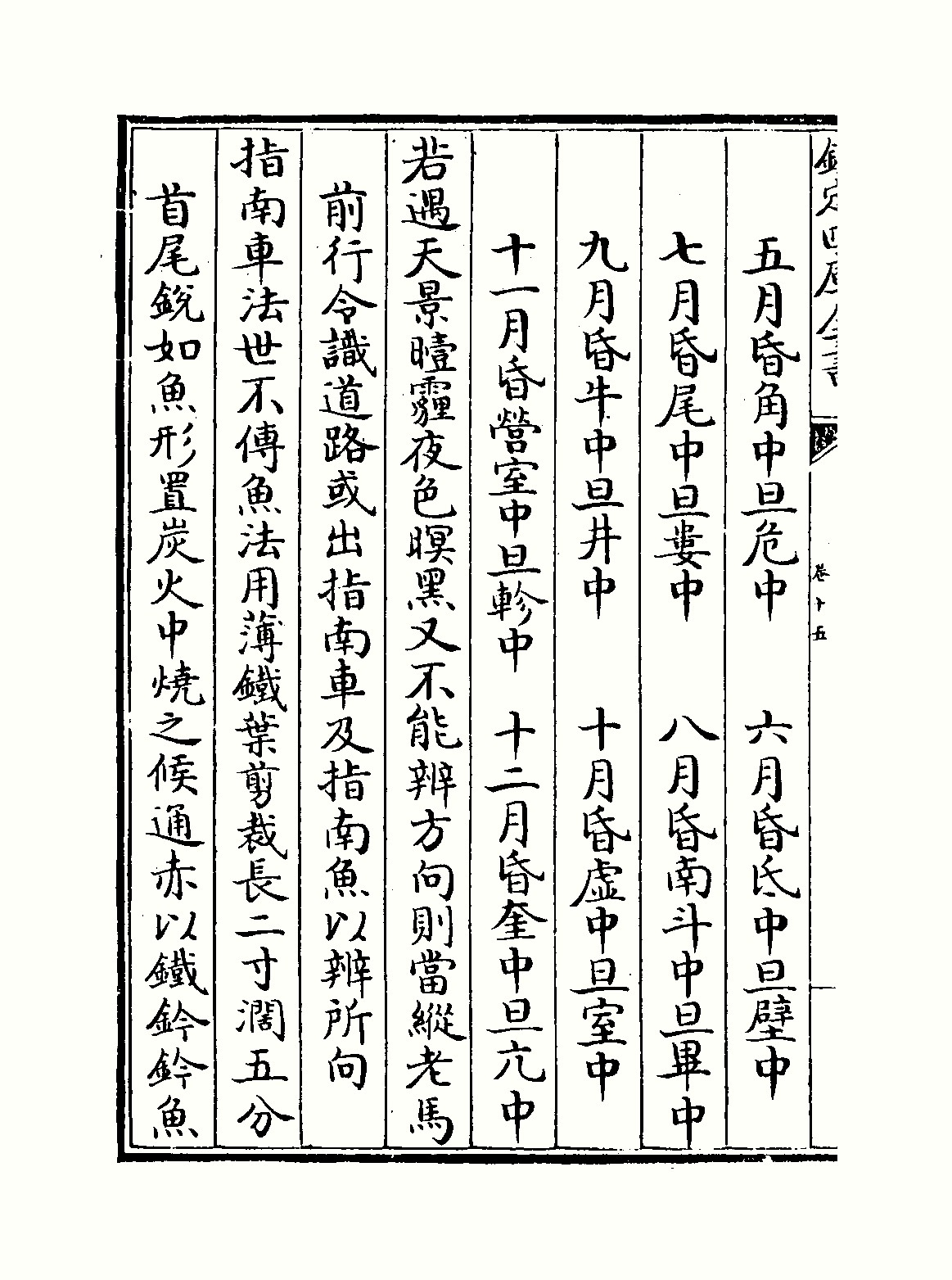
《武经总要》指南鱼

曾公亮成书于1044年的《武经总要》前集卷十五中有关于水浮指南鱼的记载：
若遇天景曀霾，夜色螟黑，又不能辨方向，则当纵老马前行，令识道路，或出指南车或指南鱼以辨所向。指南车法世不传。鱼法以薄铁叶剪裁，长二寸、阔五分，首尾锐如鱼形，置炭火中烧之，候通赤，以铁钤钤鱼首出火，以尾正对子位，蘸水盆中，没尾数分则止，以密器收之。用时，置水碗于无风处，平放鱼在水而令浮，其首常南向午也。
李约瑟指出，铁皮从高于居里点（600℃-700℃）的温度急速降温，就会被地磁场磁化成为磁铁。这种利用地磁场制作磁铁的方法，虽然磁性较弱，但具有不需天然磁铁的优点。上文中的“道路”、“指南鱼以辨所向”等字句，说明指南针在1044年已经用于陆路交通了。

世界上最早的关于用天然磁石磨钢针的方法造磁针，以及人造磁针指南的记载，出现在北宋沈括《梦溪笔谈》：
方家以磁石磨针锋，则能指南，然常微偏东，不全南也。水浮多荡摇。指爪及碗唇上皆可为之，运转尤速，但坚滑易坠，不若缕悬为最善。其法取新纩中独茧缕，以芥子许蜡，缀于针腰，无风处悬之，则针常指南。其中有磨而指北者。余家指南、北者皆有之。
其中记载：
- 方家用磁石磨针锋，制造指南针。
- 四种支撑磁针的方法：水浮（水磁针）、放在指甲上、放在碗边，用一根蚕丝悬挂磁针（旱磁针）。
- 磁偏角现象。
- 亦有人制造指北针

## 旱罗盘
旱罗盘即现代指南针基本形式，為水平安裝或懸掛的磁針，相對水浮罗盘，更便於航海上使用。
指南針經阿拉伯人有效改进后传入欧洲，此後歐洲的指南針技術開始發展並回傳阿拉伯，阿拉伯语中指南针（al-konbas）一词也似源于古意大利语。欧洲现存关于旱罗盘的记载為於1269年，法國學者Petrus Peregrinus著作Epistola de magnete描述了航海使用的旱羅盤。
近年考古發現中国或在12世纪已经出現旱羅盤，江西临川一座葬于公元1198年的宋墓里发现一俑（标写“张仙人”），手持一似风水罗盘或旱罗盘物，有观点认为旱罗盘中国也可能早于西方使用，但可能先发明于江南沿海（如泉、广）一带应用。内陆后世旱罗盘则多用于风水罗盘和校时罗盘，如曾三异《同话录》“地螺，或有子午正针，或用子午丙壬间缝针。天地南北之正，当用于午。”“地螺”可能是一种校时罗盘，主要用途是校时。但在歐洲的旱罗盘傳入中國前，旱罗盘並未於中國航海上有所使用。

元初《事林广记》记载：

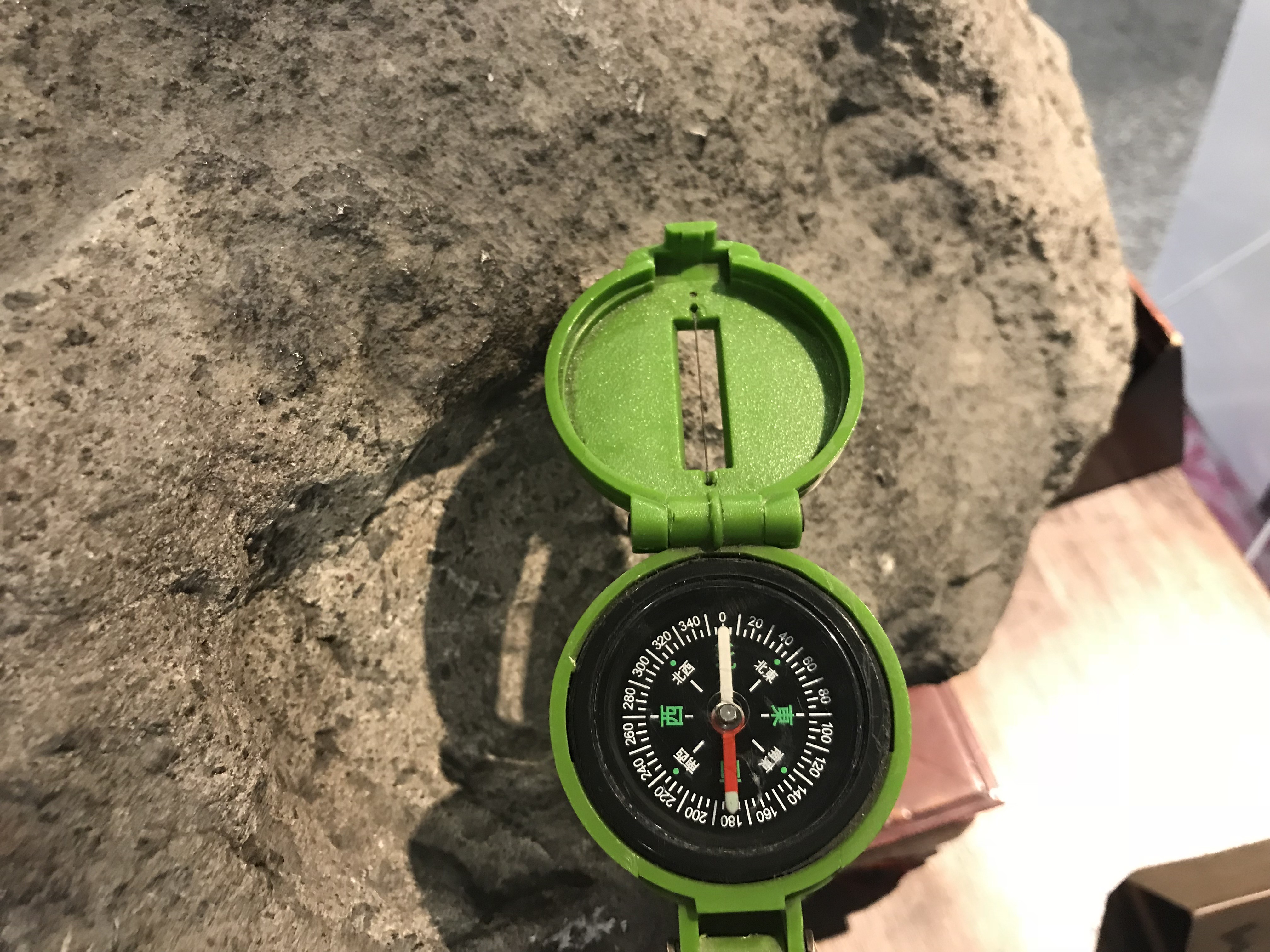
能使指針相反的永福磁石。

以木刻鱼子，如拇指大，陷好磁石一块子，却以蜡填满，用针一半佥从鱼子口中钩入，令没水中，自然指南。以手拨转，又复如此。以木刻龟子一个，一如前发制造，但于尾边敲针入去，用小板子，上安以竹钉子，如箸尾大，龟腹下微陷一穴，安钉子上，拨转常指北。

## 宋，元，明航海罗盘的運用

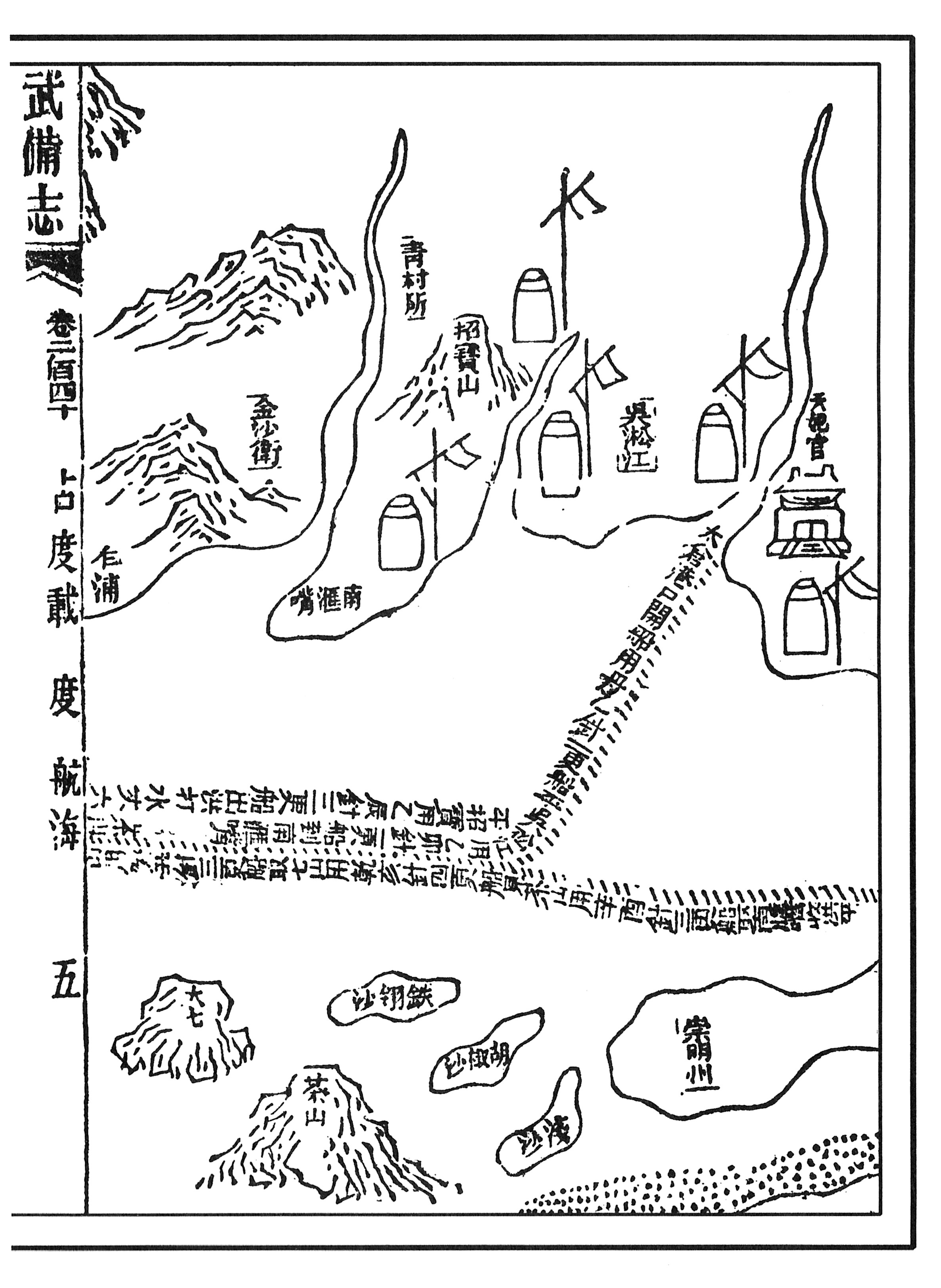
郑和航海图五针路

最早见于航海用途的指南针记载于北宋朱彧撰寫的《萍洲可谈》：
舟师识地理，夜则观星，昼则观日，阴晦观指南针，或以十丈繩鉤，取海底泥嗅之，便知所至。海中無雨，凡有雨則近山矣。……
《萍洲可谈》成书於1111年-1117年间，但所叙述的是1086年的事。这比Alexander Neckam可能写於1190年的《论器具（De naturis rerum）》中说法：航海时“白天云遮太阳，或夜间黑暗不辨方向时，使用磁铁摩擦铁针，针停时指南北，”早约一个世纪。与英国几乎同时法国和稍晚一点的意大利也有了首次指南针的记载。

1123年宋朝派遣使臣取海路出使朝鲜，《宣和奉使高丽图经》记载用水浮指南针导航：
是夜洋中不可住，维观星斗前迈。 若晦冥，则用指南浮针， 以揆南北。
宋代的航海指南针，除“南北”，还未见有其他方位，如：東、西、西北等方向。

四十八方位罗盘用于航海的文献纪录，最早见于元代周达观《真腊风土记》：
自温州开洋，行丁未针。历闽、广海外诸州港口，过七洲洋，经交趾洋到占城。又自占城顺风可半月到真蒲。又自真蒲行坤申针，过昆仑洋入港。
其中丁未针= 202.5°、坤申针= 232.5°。

明朝永乐年间随郑和下西洋的巩珍在《西洋番国志》的《自序》中叙述应用水浮罗盘的情况：
往还三年，经济大海，绵邈弥茫，水天连接，四望迥然，绝无纤翳之隐蔽。惟日月升坠，以辨西东，星头高低，度量远近。斫木为盘，书刻干支之字，浮针于水，指向行舟。
《郑和航海图》中纪录109道航海针路。例如：
- “太仓港口开船，用丹乙针，一更，船平吴淞江。用乙卯针，一更，船到南汇嘴。平招宝”。（郑和航海图五）
- “苏门答腊开船，用乾戌针，十二更，船平龙涎屿。四十更，船又用辛酉针。五十更，船见锡兰山”；（郑和航海图十八 乾戌= 307.5° ，辛酉= 277.5°）
- “官溜屿用庚酉针，船收木骨都束”。（郑和航海图二十。庚酉= 262.5°）

明代《顺风相送》、《指南正法》、《东西洋考》等文献都有针路记录：
- 广东往磨六甲：南亭门放洋，用坤未针 （217.5°）五更船取乌头山。用单坤针（西南 225°）十三更取七洲洋。坤未 （217.5°）针 七更船平独猪山。……乾亥 （322.5°）针五更船平昆宋屿，单亥针（330°）五更船取前屿，乾（315°）针五更取五屿；沿山使取磨六甲。[39]
- 台湾往日本从大港出。东南风可用丁未 （202.5°）及单未 （210°）过茄老湾线。南到青水乌水乾，可牵舵及用壬（345°）及壬子（352.5°），转变取澎湖东过。[40]。
- 七洲洋用坤未针，三更取铜鼓山。[41]

明代舟师使用的罗盘，用水浮针，有一定的规矩：
取水下针，务要阳水，不取阴水”，“安罗经，下指南（针），须从乾宫下”。下针之前，舟师必须诵读《地罗经下针神文》，拜周公圣人，李淳风仙师，定针童子、转针神郎、换水神君、下针力士、走针神兵、罗经坐向守护尊神、护国庇民妙灵昭应明著天妃等神灵，祈求“今日良辰下针，青龙下海永无灾。
近来曾在青岛和海南发现明代瓷质水浮指南针，尺寸大至为：最大外径9.5厘米；上有盛水同心圆孔径4.4厘米，孔深2.3厘米，外围青花釉绘刻度，底座、四壁厚实坚固，估计是去水收藏，用时加水。现代液体罗盘基本原理类似，不过改进采用了密封技术。

## 现代指南针
現代的指南針變得十分多樣化，有很多不同的款式。

## 研究書目
- 潘吉星：《中國古代四大發明——源流、外傳及世界影響》（合肥：中國科學技術大學出版社，2002）。